# وودمنسی
وودمنسی (به انگلیسی: Woodmansey) یک روستا و محله مدنی در بریتانیا است که در East Riding of Yorkshire واقع شده‌است. وودمنسی ۷٬۱۰۹ نفر جمعیت دارد.